# Округ Галатин (Монтана)
Галатин (енгл. Gallatin County) је округ у америчкој савезној држави Монтана.

## Демографија
По попису из 2010. године број становника је 89.513, што је 21.682 (32,0%) становника више него 2000. године.
| Група             | 2000.          | 2010.          |
| Белци             | 64.672 (95,3%) | 83.545 (93,3%) |
| Афроамериканци    | 156 (0,2%)     | 289 (0,3%)     |
| Азијати           | 606 (0,9%)     | 1.027 (1,1%)   |
| Хиспаноамериканци | 1.047 (1,5%)   | 2.470 (2,8%)   |
| Укупно            | 67.831         | 89.513         |